# Chime (Film)
Chime ist ein japanischer mittellanger Spielfilm von Kiyoshi Kurosawa aus dem Jahr 2024. Der Horror-Thriller wurde im Februar im Rahmen der 74. Berlinale uraufgeführt.

## Handlung
Tashiro ist Schüler einer Kochschule. Er beginnt, Stimmen in seinem Kopf zu hören. Sein Lehrer Matsuoka schenkt den Schilderungen keinerlei Beachtung. Doch dann stellt Tashiro eine unglaubliche Behauptung auf. Er gibt an, dass die Hälfte seines Gehirns durch eine Maschine ersetzt wurde. Dies versucht er mit drastischen Mitteln zu beweisen.
Einige Tage nach dem Vorfall gibt die Schülerin Akemi an, sich unwohl zu fühlen, nachdem sich der Unterricht auf die Zubereitung eines ganzen Huhns konzentriert. Auch Matsuoka überkommt ein diffuses Gefühl, was sich in ein seltsames Grauen verfestigt.

## Hintergrund

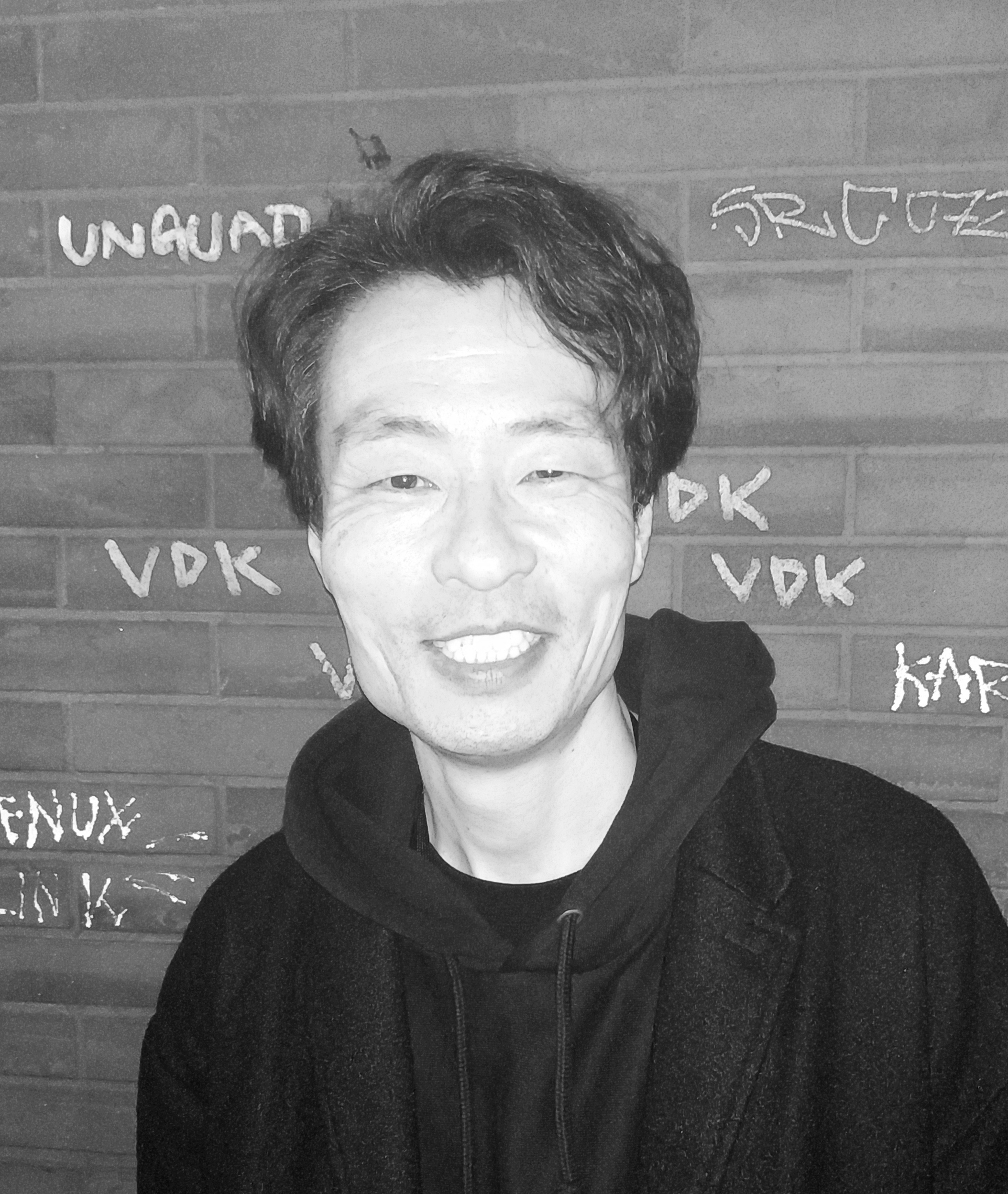
Mutsuo Yoshioka spielt Takuji Matsuoka

Chime ist als erste Eigenproduktion der im Dezember 2022 gegründeten Medienplattform Roadstead des japanischen Technologie-Unternehmens Nekojarashi geplant. Der Mittellangfilm wurde von Kurosawa im September 2023 in Tokio abgedreht. Als Produzenten waren das in Tokio ansässige Unternehmen C&I Entertainment, Hideyuki Okamoto (Sunborn Inc.) und Miyuki Tanaka sowie Roadstead-Chef Misaki Kawamura.

## Veröffentlichung
Die Weltpremiere von Chime fand am 19. Februar 2024 im Rahmen der Internationalen Filmfestspiele Berlin statt. Dort wurde das Werk in die Sektion Berlinale Special aufgenommen und als Doppelvorstellung mit dem japanischen mittellangen Spielfilm August My Heaven von Riho Kudō gezeigt. Im Verlauf des Jahres soll Chime exklusiv auf der Online-Plattform Roadstead veröffentlicht werden.